# Jindřich II. z Baru
Jindřich II. z Baru (fr. Henri II de Bar, 1190? - 13. listopadu 1239 Gaza) byl hrabě z Baru, pán z Ligny a účastník bitvy u Bouvines a dvou křížových výprav.

## Život
Byl synem hraběte Theobalda z Baru a jeho druhé ženy Ermesindy. Roku 1214 se stal hrabětem a zúčastnil se na straně francouzského krále Filipa II. bitvy u Bouvines. Byl přítelem Theobalda ze Champagne, podporoval jej v jeho snahách o získání hrabství Champagne a společně s ním byl v opozici vůči královně matce, regentce království. Roku 1239 společně s Theobaldem, Hugem z Lusignanu a Petrem Mauclercem vytáhl na křížovou výpravu do Akkonu. Zemřel v bitvě u Gazy, kde se stal obětí nedostatečného odhadu situace a nechuti ustoupit z bojiště.